# Manuae (Társaság-szigetek)
Manuae  egy kis méretű atoll a Társaság-szigetcsoporthoz tartozó Szélcsendes szigetcsoportban, 60km-re Maupihaa szigettől (más néven Mopelia), amely a legközelebbi szomszédja. Maupiti szigete 255km-re, Bora Bora 217km-re és a főváros Papeete 550km-re van keleti irányban.

## Földrajza és élővilága
Manuae Francia Polinéziában található a Szélcsendes-szigetek keleti részén. 
Az atoll mintegy 6-7 km átmérőjű, szigetekből álló gyűrű, amelyek között az átjárók nem hajózhatóak. A sziget csupán pár méterrel emelkedik a tengerszint fölé. A motuk, azaz a korallzátonyokra rakódott homokos talajú szigeteken főleg kókusz pálmák és egyéb trópusi cserjék nőnek. A motukkal együtt Manuae szárazföldjeinek teljes területe 3,5 km². 
Az atoll lagúnája sok ritka fajnak ad otthont. Ez a terület 1992 óta természetvédelmi övezet.  Tengerpartjain sok a tengeri teknős, köztük a veszélyeztetett közönséges levesteknős, amelyek évente itt rakják le tojásaikat novemberben. Az atollnál hatalmas osztriga ágy van, amelyeken mintegy 3-4 millió osztriga él.

## Története
Az első nyugati ember, aki Manuae szigetére látogatott Samuel Wallis, brit hajós volt 1767-ben. Akkortájt létrehoztak egy kis falut, amelynek maradványait a sziget északi részénél a mai napig meg lehet találni. A szigetnél hajótörést szenvedett 1855-ben a háromárbócos Julie Ann.  A hajó legénysége és az utasók (közöttük 24 asszony és gyermekek) hónapokig az atollon éltek. Ezalatt sikerült építeniük egy hajót, amellyel el tudtak jutni Raiatea szigetére. Nincs rá bizonyíték, hogy a szigeten valaha is éltek volna huzamosan a Julie Ann balesete előtt. 1952-től kezdődően a szigetet folyamatosan látogatták kereskedők, akik koprát készítettek kókuszdióból. Az 1960-as években ezek az alkalmi látogatók nagy számban kezdték el leölni a tengeri teknősöket, mígnem 1971-ben megtiltották a tevékenységüket. Az atollt ma rendszeresen látogatják a Raiatea szigetről érkező halászok. 
A szigetnek nincs folytonos vízi vagy légi összeköttetése más francia polinéziai területtel. Tulajdonosa a "Compagnie Française de Tahiti", amely 57000 kókusz pálmát ültetett az 1920-as években.  A mára teljesen elhanyagolt ültetvény egy időben évi 70 tonna kopra termelésére volt alkalmas.
2005. június 25-én a kaliforniai Silverwood család zátonyra futott egy katamaránnal (Emerald Jane). A vészjelzéseknek köszönhetően a családot a francia tengerészet egyik repülője észre vette és a helyi Taputo család kimenekítette egy helikopterrel. John Silverwood, az Emerald Jane kapitánya majdnem elveszítette az egyik lábát. A történetét a Fekete hullám ("Black Wave") című könyvében meséli el.

## Közigazgatása
Manuae közigazgatásilag a Szélcsendes-szigetekhez tartozik Maupiti települési önkormányzathoz (commune). Annak ellenére, hogy a szigeten két család is él, jelenleg folyamatosan lakatlan szigetként van nyilvántartva.

## Egyéb elnevezései
Manuae szigetét tahiti nyelven szintén nevezik Fenua Ura vagy Putai néven. A spanyol elnevezése Isla de Pájaros ("Madarak szigete"), angolul pedig Scilly ("Szicília").